# 日本バスケットボール殿堂
日本バスケットボール殿堂（にほんバスケットボールでんどう）は、日本のバスケットボール界において顕著な活躍をしたレフェリー、プレイヤー、コーチ、また競技の発展に大きく寄与した人物に対して、その功績を称え顕彰するものである。

## 掲額者

### プレイヤー
- 今野けい子（2022年）[1]
- 三阪亙（2024年）[2]

### コーチ
- 吉井四郎（2020年）
- 尾崎正敏（2021年）
- 加藤廣志（2021年）
- 清水義明（2021年）
- 小浜元孝（2022年）[1]
- ピート・ニューウェル（英語版）（2022年）[1]
- 井上眞一（2023年）[3]
- 佐藤久夫（2024年）[2]

### 競技の発展に大きく寄与した人物
- 大森兵蔵（2019年）
- 李想白（2019年）
- 石川源三郎（2020年）
- 成瀬仁蔵（2020年）
- フランクリン・ハートウェル・ブラウン（2020年）
- 副島道正（2021年）
- 佐藤金一（2021年）
- 浅野延秋（2021年）
- 植田義巳（2024年）[2]
- 薬師寺尊正（2025年）[4]